# Christophe Mirmand
Christophe Mirmand, född 27 juli 1961, är en fransk tjänsteman och politiker som sedan 2025 är Monacos statsminister.

## Biografi
Mirmand har en bakgrund som prefekt i ett flertal franska departement, däribland Alpes-Maritimes, Corse-du-Sud på Korsika och Bouches-du-Rhône.
Som tjänsteman i Frankrikes centralförvaltning har han varit biträdande direktör i den franska polisens generaldirektorat och generalsekreterare i inrikesministeriet.
Mirmand har under sin karriär innehaft ett flertal förtroendeuppdrag; bland annat har han suttit i styrelsen för Aéroports de la Côte d'Azur, som är ansvarigt för driften av bland andra Nice Côte d'Azurs flygplats, samt i styrelsen för Marseille Provence flygplats.
Innan han utnämndes till Monacos statsminister var Mirmand stabschef hos ministern för Frankrikes utomeuropeiska områden, den tidigare premiärministern Manuel Valls.

### Monacos statsminister
Den 2 juli 2025 utnämndes han av Monacos furste, Albert II, till landets statsminister. Han upptog ämbetet den 21:a samma månad och efterträdde därmed den tillförordnade statsministern Isabelle Berro-Amadeï.